# 基柳卡薩山
19°46′S 65°39′W / 19.767°S 65.650°W
基柳卡薩山（Q'illu Q'asa），是玻利維亞的山峰，位於該國南部波托西省，處於波托西東南面，屬於安第斯山脈中波托西山脈的一部分，海拔高度4,960米。